# Università delle Isole Baleari
L'Università delle Isole Baleari è un'università spagnola, fondata nel 1978, con sede a Palma di Maiorca, sull'isola di Maiorca.

## Storia
Le origini dell'Università risalgono al 1483, quando il re Ferdinando II d'Aragona autorizzò la fondazione del Estudi General Lul·lià a Palma di Maiorca. Il collegio prendeva il nome dal filosofo e scrittore Ramon Llull e rimase in attività fino al 1835.
Dopo il 1835 gli studenti delle Isole Baleari frequentarono l'università a Cervera e successivamente a Barcellona. Le Isole Baleari non hanno avuto un istituto di istruzione superiore fino al 1949, anno dell'apertuta di un distaccamento dell'Università di Barcellona. In quel periodo furono istituiti corsi di Filosofia e Filologia, riconosciuti dall'Università di Barcellona, mentre le facoltà di Scienze e Arti furono aggiunte nel 1972, seguite dalla Facoltà di Giurisprudenza.
Nel 1978 la facoltà fu dichiarata autonoma, formando l'Università di Palma.
I lavori per un nuovo campus iniziarono nel 1983, sulla strada da Palma a Valldemossa e furono una scelta controversa, poiché c'era una collocazione alternativa vicino alla originale facoltà di scienze a Palma. Nel 1998 furono aperti altri siti a Ibiza e ad Alaior, sull'isola di Minorca.
Nel 1985 il nome fu cambiato nell'attuale Università delle Isole Baleari. Nel 1992 è stata aggiunta la Facoltà di Scienze della Formazione, nel 1993 la Scuola del Turismo e nel 2000 la facoltà di Psicologia ed il Politecnico. Dal 1996 l'Università è finanziata dal governo delle Isole Baleari.